# Stazione di Kanegasaki
La stazione di Kanegasaki (金ヶ崎駅?, Kanegasaki-eki) è una stazione ferroviaria situata nella cittadina di Kanegasaki, nella prefettura di Iwate, ed è servita dalla linea principale Tōhoku della JR East.

## Linee ferroviarie
East Japan Railway Company
■ Linea principale Tōhoku

## Struttura
La stazione è costituita due marciapiedi laterali collegati da sovrappassaggio con due binari passanti. La biglietteria è aperta dalle 6:40 alle 12:00 e dalle 13:00 alle 17:00.
| 1 | ■ Linea principale Tōhoku | per Mizusawa e Ichinoseki |
| 2 | ■ Linea principale Tōhoku | per Kitakami e Morioka    |

## Stazioni adiacenti
| «                            | Servizio                | »                       |
| Linea principale Tōhoku      | Linea principale Tōhoku | Linea principale Tōhoku |
| ---------------------------- | ----------------------- | ----------------------- |
| Mizusawa                     | Locale                  | Rokuhara                |
| Il rapido "Aterui" non ferma |                         |                         |